# 奇里科夫島
奇里科夫島（Chirikof Island）是美國阿拉斯加州的島嶼，位於阿拉斯加灣，屬於科迪亞克群島的一部分，長18公里、寬11公里，面積114.7平方公里，最高點海拔高度300米，島上無人居住。

## 外部連結
- Alaska Maritime National Wildlife Refuge（页面存档备份，存于）
- Chirikof (Peter’s Photos)（页面存档备份，存于）